# 扎洛姆河
扎洛姆河（俄语：Река Залом）是萨哈林州多林斯克区的河流，由南向北流，长15公里，流域面积90.6平方公里，在距河口2.7公里处注入大塔科伊河。

## 引用
1. ↑  М·Г·瓦西科夫斯基. . 列宁格勒: 气象出版社. 1973 （俄语）.
2. ↑  . Verumwiki （俄语）.